# Ислямски пророци
Според исляма на човечеството са били изпратени 124 000 пророци но в коран и керим са посочени само 25 от тях и 350 Божи пратеници. Пророците са хора, които общуват с Аллах пряко или чрез ангел посредник. Пратениците, освен че са и пророци, получават и писание – книга, която разпространяват. Пророци и техните книги са Давид – с Псалмите; Мойсей – с Петокнижието; Исус – с Библията; Мохамед – с Корана.
В Корана се споменават 25 Божи пратеници.
| Пророци в исляма, споменати в Корана | Пророци в исляма, споменати в Корана | Пророци в исляма, споменати в Корана | Пророци в исляма, споменати в Корана | Пророци в исляма, споменати в Корана | Пророци в исляма, споменати в Корана | Пророци в исляма, споменати в Корана | Пророци в исляма, споменати в Корана | Пророци в исляма, споменати в Корана | Пророци в исляма, споменати в Корана | Пророци в исляма, споменати в Корана | Пророци в исляма, споменати в Корана | Пророци в исляма, споменати в Корана | Пророци в исляма, споменати в Корана |
| ------------------------------------ | ------------------------------------ | ------------------------------------ | ------------------------------------ | ------------------------------------ | ------------------------------------ | ------------------------------------ | ------------------------------------ | ------------------------------------ | ------------------------------------ | ------------------------------------ | ------------------------------------ | ------------------------------------ | ------------------------------------ |
| Адам                                 | Идрис                                | Нух                                  | Худ                                  | Салих                                | Ибрахим                              | Лут                                  | Исмаил                               | Исхак                                | Якуб                                 | Юсуф                                 | Айюб                                 |                                      |                                      |
| آدم                                  | ادريس                                | نوح                                  | هود                                  | صالح                                 | إبراهيم                              | لوط                                  | اسماعيل                              | اسحاق                                | يعقوب                                | يوسف                                 | أيوب                                 |                                      |                                      |
| Адам                                 | Енох                                 | Ной                                  | Евер                                 | Шела                                 | Аврам                                | Лот                                  | Исмаил                               | Исаак                                | Яков                                 | Йосиф                                | Йов                                  |                                      |                                      |
|                                      |                                      |                                      |                                      |                                      |                                      |                                      |                                      |                                      |                                      |                                      |                                      |                                      |                                      |
| Шуайб                                | Муса                                 | Харун                                | Зу-л-Кифл                            | Дауд                                 | Сулайман                             | Иляс                                 | Ал-Ясаа                              | Юнус                                 | Закария                              | Яхия                                 | Иса                                  | Мухаммад                             |                                      |
| شعيب                                 | موسى                                 | هارون                                | ذو الكفل                             | داود                                 | سليمان                               | إلياس                                | اليسع                                | يونس                                 | زكريا                                | يحيى                                 | عيسى                                 | محمد                                 |                                      |
| Иотор                                | Моисей                               | Аарон                                | Йезекиил                             | Давид                                | Соломон                              | Илия                                 | Елисей                               | Йона                                 | Захария                              | Йоан                                 | Исус                                 | Мохамед                              | п б р                                |